# Limonium girardianum
Espèce
Classification phylogénétique
Synonymes
- Statice auriculifolia DC., 1805[1]
- Statice densiflora Girard, 1842[1]
- Statice girardiana Guss., 1843[1]

Limonium girardianum, le Limonium de Girard, le Statice de Girard ou le Saladelle de Girard, est une espèce de plante de la famille des Plumbaginaceae et du genre Limonium.

## Description
Limonium girardianum a de petites feuilles et de fines structures souterraines peu profondes.

## Répartition
Limonium girardianum est présente dans les sols salés et sableux le long de la mer Méditerranée en France et en Espagne.

## Parasitologie
La fleur a pour parasite Staticobium latifoliae. La feuille a pour parasite Agdistis bennetii.